# ジョバンニ・アステンゴ
ジョバンニ・アステンゴ（Giovanni Astengo、1915年4月 -  1990年7月）は、イタリアの建築系都市計画家。

## 人物

### 教育と専門的な活動
ジョヴァンニ・アステンゴは1938年に古典的教育でのトリノのポリテクニークを卒業。ジョヴァンニ・ムジオ（Giovanni Muzio）教授が兵役のために出征するため母校である工科大学で教え始める。教授は戦後、国の復興に関する議論の中で最も活発な人物の一人で、国家レベルから国家の領土の秩序ある発展を明確にし、内接するその中で地元を第一に、包括的なプログラムレベルの必要性の提唱者であった。
アステンゴは1947年からはトリノ市の復興にかかわるなか、マリオ・ビアンコとRenacco及びアルド・リゾッティらの同僚と、第1線から空間分析作業にチャレンジし対応する専門家協会（ABRR）を形成。また1944年から1946年までに行われたピエモンテ地域プラントリノ領域研究からその後1948年にイタリア都市計画協会（INU）、翌年には共和党拠点の議長を務めた主要な建築家アドリアーノオリベッティによりINUのUrbanistica誌の1949年の第1号にて編集長に任命された。創刊から、1951年の番号8まで。1952年9月には、1976年の65番まで維持されている。その後INUの全国委員会委員長となり、マスタープランを中心とする計画手法の普及に努めた。
1960年から1年間はトリノ市の都市計画策定局の局長、1975年から1980年まではピエモンテ州都市計画委員会の座長として実務指導に務めた。
その後国家副大統領、財務大臣、そして1986年から名誉大統領の一員となりその身分のまま死去。
常にINUの非常に有力なメンバーであり、特に機関運営に深く携わった。INUでは1960年にジュゼッペ・サモナと都市計画法案が1942年1月1 日時点で国家法とみなすことができるとの考えを示している。
アステンゴのかかわった最初の重要な計画であるビエモンデ州の計画（1944年から45年）は地域構造と新開発地区の計画からトリノ市のマスタープラン、地区開発計画のレベルまで広範囲に及んでいる。特にマスタープランの特徴はゾーンニングにあり、歴史地区とその周りの密度別の住宅地区と緑地、そしてそれらを囲む建設禁止地区、さらにその外側の工業地区といったように分けられている。また、都市を分析するに当たって、産業規模別分布状況の把握や50年代に住居と家族構成グラフ作成を行っている。同時期にマスタープランを作成するに当たって、都市計画記号の作成や都市産業と経済分析の方法を検討しており、計画図の地方時と対への普及の際にどのような項目が全国的に共通に必要な項目化を検討するためであった。
1955年からのアッシジ市のマスタープランの作成では、歴史地区と新市街地の分離と歴史地区内の地下駐車場の整備方法の提案が注目される。1957年のメストレ地区の計画では、前述のクアローニ案と大きく異なり、コア単位のコンパクトな住宅地計画とヴェネチア歴史地区につながる地区を緑地地区に設定している。
一方で1962年に行われたトリノ市新業務センターのコンペでは、地区内を二つの幹線道路で分け、中層建築物が連結する案で三等入選。また、60年代には複数の歴史的都市を連結して一体的な計画を促す広域都市圏計画の作成をウンブリア州のペルージャからアッジシからフォリーの間およびトスカーナ州のフィレンツェからプラトからピストア間での案を作成している。その特徴は各都市の地域産業用地の確保と複線による地域間交通網の提案、地域自然環境や風景の一体的保存の提案である。

### 政治 - 立法活動
アステンゴのPSIは地方自治体の議員をカバーし、トリノから1964年から1975年まで、PRGを計画スケジュールの上で1966年と1967年の改正推進にリンクさせている。その後、1975年から1985年にかけてピエモンテ地域の地方議員となり、地方法を承認したアルド・ヴィリオネーヌ大統領時代の1975年から1980年にかけて、都市計画管理の評議員を務めた。
1977年に土壌の保護と利用。幾度か議会と閣僚委員会のメンバーで、歴史的、考古学的景観の保護と促進のための調査の議会委員会　1964、調査委員会アグリジェント、ヴェネツィア地すべり対策Interministerial委員会。1966、OECDへの都市問題に関するイタリア代表団、Head（1974）などを務めた。inu（突出計画法1960、Zaccagnini（1961年（上）1962）、Pieraccini（1964））に参加している。

## アーカイブ
アステンゴジョンファンドがアーカイブをヴェネツィアのIUAV大学に保管。建築家としての側面が数多くみられることで明らかなように、図面や教材、旅行書類、写真、対応が含まれている。

## 批判
「アステンゴについて書かれている人たちは彼に、全体的なイメージを与えることで、最後の数十年の役割をイタリア都市計画のハイライトにすることを目指して：偉大な都市計画業績や教師として、常にその一貫性のある人と比較され、理想主義的な、厳しい、厳しいです。私生活だけでなく、公的生活を不可欠な方法で擁護している側面がある。」
（Di Biagi - Gabellini、イタリアの都市計画者、1992年）

## 主な活動
- 1944年 - トリノマスタープランの研究（N. Renacco、A. Rizzotti）
- 1944年 / 1945年 - （M.ホワイト、N. Renacco、A. Rizzottiを有し）ピエモンテ地域計画に関する研究
- 1946年 - トリノ建築展（M.Bianco、N. Renacco、A. Rizzotti）の都市部の設置
- 1947年 - トリノのマスタープラン（M.Bianco、N. Renacco、A. Rizzotti）設計競技、ex aequoを分類[2]
- 1947年 - 公共事業省（N. Renacco、A. Rizzotti）の国土計画立案のための統一された方法論研究
- 1950年 / 1951年 - トリノFalchera地区プロジェクト計画INA-CASA（A. Molliボッファと、M.ループ、N. Renacco、A. Rizzotti）
- 1952年 / 1955年 - Cutro街の強化と社会のためのサン・レオナルドの中心の既存の建物の配置やデザインの変革計画
- 1954年 / 1955年 - Cutro街の充実と社会のためサン・レオナルドのセンターの事業統合サービス
- 1955年 / 1958年 - アッシジの一般的なマスタープラン
- 1956年 / 1958年 - ペルージャコア住宅(INA-Casa経由）
- 1957年 - アンコーナの一般計画（C. Baccin、M. Coppa、M. Pallottini、R. Pontecorvo、C. Salmoni、P. Salmoni、G. Tommasiらと）
- 1958年 / 1966年 - アッシジ・マスタープランの実施のための詳細な計画
- 1958年 / 1966年 - グッビオ・一般的なマスタープラン
- 1960年 / 1962年 - ウンブリアの経済開発計画に関する研究
- 1961年 - Camisano Vicentinoの一般規制計画（R. Chirivi、L. Mariani Travi、Piacentiniと）
- 1961年 / 1962年 - ターラント/産業発展の面積を計画するコンサルタント
- 1961年 / 1963年 -アッシジにプロCivitateクリスティアナのビルサービス
- 1961年 / 1964年 - サルッツォ・一般的なマスタープラン
- 1962 - グッビオ PRGの実施のための詳細な計画
- 1962年 / 1963年 - スカルマーニョ/オリベッティのICO工場の局在化のための都市と領土和解案を調査
- 1963年 / 1965年 ジェノヴァ/一般的な開発計画の研究（R. AuzelleカップM.、E.チェルッティ、E.ボビン付き）
- 1964年 / 1966年 - バスティアウンブラ/一般的なマスタープラン
- 1965年 / 1969年 - アッシジ/一般的なマスタープラン
- 1965年 / 1969年 - ベルガモ/一般的なレギュレータプラン（L. Dodi付）
- 1969年 / 1970年 - バジリカータ/住民の統合及び転送のマスタープラン（G.ショルダー付き）地滑り現象によって影響を受け
- 1969年 / 1973年 - サルッツォ・ビジネスと商業の中心と関連インフラネットワークの詳細計画
- 1969年 / 1979年 - アンカラ・首都圏の計画のためのコンサルタント
- 1971年 - フィレンツェのPRGの一般的な変種のサービス計画の研究（F. Clemente、P. Maretto、L. Pontuale、E. Capaccioliらと）
- 1971 - ヨーロッパ開発基金のモガディシュ地域研究（G. Abbate、E. Calcaterra、G. Spalla、E. Spantigati）
- 1972 - Albengaの一般計画
- 1973年 / 1974年 - パヴィア地区内の公共サービスの計画（G.カンポスVenuti付き）
- 1974年 / 1976年 - パヴィア一般的なマスタープラン（G.カンポスVenuti付き）
- 1975年 / 1980年 - モンレアーレ一般的なマスタープラン
- 1976年 / 1976年 - ヴィジェーヴァノ一般的なマスタープラン（G. Boattiと、G.カンポスVenuti、E.コルシコPiccoliniらと）
- 1979年 / 1989年 フィレンツェ一般的な規制案一般バリアント（G.カンポスヴィヌーティ、F.クレメント、P. Maretto、L. Pontuale、G. Stancanelliと、1987まで、 - E. Capaccioliからカンポス・ヴィヌーティに交代）
- 1980年 - ヴィットリオ・ヴェネトの一般規制計画のバリエーション
- 1981年 - Gelaの経済的で人気をよぶ建物計画（G. De Giovanni、G. Bresolin、P. Mulatero、G. Vercesi）
- 1981年 / 1983年 - サーフィンアディジェバレー構造のスキーム及び都市計画
- 1983年 / 1989年 - ヴァル・ディ・ノンサーフィン都市計画の（他者との）構造的スキーム
- 1983年 / 1990年 - ヴァル・ディ・ノンサーフィン（他者との）ドラフト制度構造と都市計画
- 1984年 / 1985年 - サーフィンアディジェバレー都市計画
- 1986 / 1989 プロジェクトピストイア/マスタープラン（他の人と）
- 1985年 / 1990年 - フィレンツェ首都圏のための構造スキーム - プラート - ピストイア
- 1988年 / 1990年 - モデナ/レールリンクに隣接する都市部の都市と機能的再開発
- 1987年 / 1990年 - ピサ予備計画

## 主な業績
- 「地域協調計画」イタリアの百科事典、1947
- エントリ "イタリア"、都市計画の百科事典、1947
- エントリー "都市計画"、ユニバーサル・エンサイクロペディア・オブ・アート、1966
- 声 "L'Urbanistica"、イタリアの人間科学、今日、Il Mulino、1971
- 農業と都市計画：都市の視点からの農業状況の分析と表現 M. M. Bianco、Turin 1946
- ピエモンテ州地域計画、トリノ1947年（M.Bianco、N. Renacco、A. Rizzotti）
- 1947年の英国ローマにおける都市計画と農村計画に関する法律
- イタリアの都市計画と地域計画、リバプール大学都市デザイン学科刊、1952年
- 広報省、イタリアの領土協調計画の研究のためのガイドライン（G.アステンゴ編集）、ローマ　1953年、第1部
- «アッシジ：最初の介入のためのマスタープランと詳細計画»、都市計画、24-25、1958
- Urbanism Code（G.サモナとG. Astengoが創設した法案、InUの研究のための全国委員会協力）、ローマ　1960年
- 1964年ヴェネツィア、カンナレッジョのゲットー地区における社会都市研究
- Saluzzo、Saluzzo 1964 のマスタープラン
- ACI イタリアの文化協会の会議、1965-1966、トリノ1966
- 遺産史、考古学、芸術と風景（Franceschiniの委員会）の保護と促進のための調査委員会の「保護と文化と環境遺産の推進、」イタリアの文化遺産の救いのために、1巻、ローマ　1967
- 1968年トリノ、グッビオで告発された都市主義者
- 私たちの紙のトラ：Il Ponte、nos。1968年11月12日
- ベルガモ：新しいPRGの研究、1965-1969、芸術誌「Urbanistica」、トリノ1970年編集
- パヴィア：新しいマスタープラン、Bizzoni、Pavia 1975（G. Campos Venutiと）
- トレントのトレントの自治州C5地区の計画の構造図 1983
- 都市計画：生物としての都市、L. Piccinatoの紹介、都市計画、Marsilio、Venice 1987
- 都市の再生。イタリアの都市計画のためのガイドライン "、Mario Coppaの教訓的な量への入門テキスト、編集、都市計画の研究入門、vol.1、Utet、トリノ1986
- It.Urb。80. G.アステンゴとC.ヌッチ、Quaderni di Urbanistica Informazioni、nによって編集されたイタリアの都市化の状態に関する報告。1990年8月8日
- ピサ：構造と床、vol.1、Tacchi出版社、Pisa 1989; 巻。2、Tacchi出版社、Pisa 1991
- レッジョ・カラブリア大学建築学部、レッジョ・カラブリア1990年3月22日、革新のためのルールの変更、土地計画と名誉学位
- 都市計画、未来の科学、（アレッサンドロ・フランシスチーニによって編集された）、La Finestra editrice、Lavis（TN）2011

## ノート
1. ↑  Astengo Giovanni、監督官庁の統一情報システムアーカイブ。URLは2017年11月15日閲覧
2. ↑   SAN - 建築家のアーカイブのポータル。2017年11月9日にURLを参照